# Automolis quadrisignatula
Automolis quadrisignatula är en fjärilsart som beskrevs av Embrik Strand. Automolis quadrisignatula ingår i släktet Automolis och familjen björnspinnare. Inga underarter finns listade i Catalogue of Life.